# Trophée des champions 2012 (handball)
Navigation
Trophée des champions 2011 Trophée des champions 2013
Le Trophée des champions 2012 est la troisième édition du Trophée des champions, compétition française de handball organisée par la Ligue nationale de handball. La compétition est organisée au stade Louis-II de Monaco et se déroule les 8 et 9 septembre 2012.
Il regroupe normalement le dernier champion de France, les vainqueurs des dernières éditions de la Coupe de France et de la Coupe de la Ligue ainsi que l’équipe, la mieux classée du championnat outre ces trois équipes. Le Montpellier AHB ayant effectué le triplé Championnat-Coupe de France-Coupe de la Ligue, ce sont les quatre premiers du championnat qui sont invitées, à savoir Chambéry, Saint-Raphaël et Nantes. Mais le Saint-Raphaël Var Handball, engagé dans un tournoi de qualification de la Ligue des Champions, cède sa place au cinquième, le Dunkerque HGL.
La compétition est remportée par le Dunkerque HGL qui bat en finale le Chambéry Savoie Handball aux tirs au but. Le Montpellier AHB prend la troisième place après avoir battu le HBC Nantes sur le score de 42-30.

## Résultats

### Demi-finales
| 8 septembre 2012 15h00 | Montpellier AHB | 29 – 32 | Dunkerque HGL | Stade Louis-II, Monaco Arbitrage : Thierry Dentz, Denis Reibel |
| 8 septembre 2012 15h00 | (13 – 20)       |         |               | Stade Louis-II, Monaco Arbitrage : Thierry Dentz, Denis Reibel |
| 8 septembre 2012 15h00 | LNH Handzone    |         |               | Stade Louis-II, Monaco Arbitrage : Thierry Dentz, Denis Reibel |

| 8 septembre 2012 17h15 | Chambéry Savoie Handball | 29 – 26 | HBC Nantes | Stade Louis-II, Monaco Arbitrage : Olivier Buy, Stevann Pichon |
| 8 septembre 2012 17h15 | (10 – 11)                |         |            | Stade Louis-II, Monaco Arbitrage : Olivier Buy, Stevann Pichon |
| 8 septembre 2012 17h15 | LNH Handzone             |         |            | Stade Louis-II, Monaco Arbitrage : Olivier Buy, Stevann Pichon |

### Match pour la troisième place
| 8 septembre 2012 15h00 | Montpellier AHB | 42 – 30 | HBC Nantes | Stade Louis-II, Monaco Arbitrage : Thierry Dentz, Denis Reibel |
| 8 septembre 2012 15h00 | (20 – 13)       |         |            | Stade Louis-II, Monaco Arbitrage : Thierry Dentz, Denis Reibel |
| 8 septembre 2012 15h00 | LNH Handzone    |         |            | Stade Louis-II, Monaco Arbitrage : Thierry Dentz, Denis Reibel |

### Finale
| 9 septembre 2012 17h15 | Chambéry Savoie Handball | 25 – 26 (tab) | Dunkerque HGL | Stade Louis-II, Monaco Arbitrage : Olivier Buy, Stevann Pichon |
| 9 septembre 2012 17h15 | (10 – 12, 22 – 22)       |               |               | Stade Louis-II, Monaco Arbitrage : Olivier Buy, Stevann Pichon |
| 9 septembre 2012 17h15 | Tab : 3 – 4              |               |               | Stade Louis-II, Monaco Arbitrage : Olivier Buy, Stevann Pichon |
| 9 septembre 2012 17h15 | LNH Handzone L'Equipe    |               |               | Stade Louis-II, Monaco Arbitrage : Olivier Buy, Stevann Pichon |

## Vainqueur
| Vainqueur du Trophée des champions 2012 Dunkerque Handball Grand Littoral 1re victoire |